# Goldstar FC-200
De FC-200 is een door het Zuid-Koreaanse LG gefabriceerde MSX 1 homecomputer uit 1984 conform de MSX-computerstandaard. Het model is op de markt gebracht onder de LG-merknaam Goldstar.

## Omschrijving
Alle computerelektronica is ondergebracht in een uit één stuk bestaande computerbehuizing met een geïntegreerd toetsenbord. Het toetsenbord bevat een afzonderlijke blok cursortoetsen.
De volgende kleurencombinaties van de behuizing zijn bekend:
- een zwarte behuizing met wit toetsenbord en cursortoetsen en donkergrijze functietoetsen.
- een antracietgrijze behuizing met een lichtgrijs accent aan de bovenzijde naast de cartridgesleuf, met een wit toetsenbord met uitzondering van de donkergrijze functietoetsen, rode STOP-toets, groene GRAPH- en CODE-toetsen en blauwe cursortoetsen.

De computer beschikt aan de rechterbovenzijde over slechts één cartridgesleuf met daarnaast een uitsparing voor een lichtpen en beschikt niet over een geïntegreerd diskettestation. De aansluitingen voor de joysticks en datarecorder bevinden zich aan de rechterzijde van de behuizing, de overige aansluitingen aan de achterzijde van het apparaat.

## Modelvarianten
De FC-200 is zowel in Europa als Zuid-Korea op de markt gebracht. De eerste productieserie had een geheel zwarte behuizing, de tweede productieserie had een grijskleurige behuizing zoals hierboven vermeld.
De Franse uitvoering beschikt uiteraard over een AZERTY-toetsenbordindeling. De uitvoering bestemd voor overige Europese landen heeft een QWERTY-toetsenbordindeling.

## Technische specificaties
Processor
- Zilog Z80A met een kloksnelheid van 3,56 MHz. (PAL)
- PPI: Intel i8255A

Geheugen
- ROM: 32 kB
  - MSX BASIC versie 1.0

- RAM
  - Werkgeheugen: 64 kB
  - VRAM: 16 kB

Weergave
- VDP Texas Instruments TMS9929NL
- tekst: 32×24, 40×24 en 8×6 (karakters per regel × regel)
- grafisch: resolutie maximaal 256 × 192 beeldpunten
- kleuren: 16 maximaal

Controller
- MSX-controller: T7775

Geluid
- PSG General Instrument AY-3-8910A
- 3 geluidskanalen, waarvan één ruiskanaal
- 8 octaven

Aansluitingen
- netsnoer
- RF-uitgang
- CVBS (voor aansluiting van een computermonitor)
- datarecorder (1200/2400 baud)
- printer
- Tulpstekker (audiouitvoer, mono, 1 kanaal)
- 2 uitbreidingspoorten
- 1 lichtpenhouder (aan bovenzijde, geen aansluiting maar om een lichtpen in te zetten)
- 2 joysticks
- 1 cartridgesleuf